# Alles Liebe, Annette
Alles Liebe, Annette ist die erste fiktionale Serie mit und um einen VLog. Die deutsche Webserie ist eine Produktion der Bastei Media im Auftrag des MDR für funk, das Content-Netzwerk von ARD und ZDF. Sie wird seit dem 13. Dezember 2016 auf Youtube gesendet.

## Handlung
Abgelehnt von der Uni ihrer Wahl, lässt sich Annette (Barbara Prakopenka) auf ihrem Weg als Autorin von Lyrik, Geschichten und Songtexten nicht unterkriegen. Kurzerhand startet sie einen VLog. Natürlich ist aller Anfang schwer und so kann die Community bei Youtube mitverfolgen, wie Annette ironisch-authentisch, schlagfertig und emotional ihrer Kreativität freien Lauf lässt und Texte, Gedanken und Gefühle teilt und natürlich über die beiden Männer in ihrem Leben spricht.
Begleitet wird sie dabei stets von ihrer besten Freundin – der stylischen, witzigen und liebenswerten Maria (Sophia Münster). Dabei ist deren Wohnung der ideale Ort für Annette, um sich ablenken zu lassen. Zwischen dem Drama mit Marias On-Off-Freund Graf (Robert Köhler) taucht der nerdige Henry (Delio Malär) als Zwischenmieter auf und dann auch noch der selbstbewusste Arne (Tilman Pörzgen). Es ist eine aufregende Zeit – und nicht nur für Annette.

## Produktion
Mit 100 Folgen à 5 Minuten Spielzeit ist Alles Liebe, Annette eine Dramedy-Serie, die mit einem langen Erzählbogen auf Vielfalt und Abwechslung setzt. Jeden Dienstag, Donnerstag und Sonntag werden neue Folgen auf dem Youtube-Kanal und der funk-App online gestellt.
So schnell wie Alles Liebe, Annette wurde bisher noch keine deutsche Serie produziert. Die Dreharbeiten liefen im November 2016 an und wurden in nur 21 Drehtagen beendet, sodass eine Woche nach Drehschluss bereits gesendet wurde. Zwischen Idee und Realisierung lagen nur 15,5 Wochen.

## Besetzung

### Hauptdarsteller
Sortiert nach der Rheinfolge des Einstiegs:
| Darsteller         | Rollenname                | Episoden | Jahre     | Bemerkungen |
| ------------------ | ------------------------- | -------- | --------- | --- |
| Barbara Prakopenka | Annette Hülshoff          | 1–100    | 2016–2017 | Schwester von Jenny; Beste Freundin von Maria; Ex-Freundin von Henry; verlässt Halle und studiert in einer anderen Stadt |
| Laura Berlin       | Jennifer „Jenny“ Hülshoff | 1–100    | 2016–2017 | Schwester von Anette |
| Sophia Münster     | Maria Haxthausen          | 2–100    | 2016–2017 | Verlobte von Graf, Beste Freundin von Anette                                                                             |
| Robert Köhler      | „Graf“                    | 6–87     | 2016–2017 | Verlobter von Maria |
| Delio Malär        | Henry                     | 11–98    | 2017      | Ex-Freund von Anette |
| Tilman Pörzgen     | Arne                      | 15–98    | 2017      | |

### Gastauftritte
- Jana Münster hatte in Episode 81 einen Gastauftritt.